# El árbol rojo
El árbol rojo (en neerlandés: De rode boom) es una pintura de Piet Mondrian, realizada en 1909.

## Descripción
Forma parte de la colección del Museo Municipal de La Haya, en Países Bajos.

## Análisis
Esta pintura muestra a un árbol en rojo fuego y azul. Representa la ruptura de Mondrian con el tradicional estilo naturalista, y su primer paso hacia el arte abstracto.

## Europeana 280
En abril de 2016, la pintura El árbol rojo fue seleccionada como una de las diez más grandes obras artísticas de Luxemburgo por el proyecto Europeana. 